# Mérytamon (fille de Ramsès II)
Pour l’article homonyme, voir Mérytamon.
Mérytamon (« Aimée d'Amon ») est une reine d'Égypte de la XIXe dynastie, elle est à la fois la quatrième fille et l'une des grandes épouses royales (honorifique) de Ramsès II,.

## Généalogie
La princesse est la quatrième fille de Ramsès II et la première fille de la grande épouse royale Néfertari. Son rang parmi les princesses indique qu'elle est probablement née pendant le règne de son grand-père Séthi Ier. Selon Christian Leblanc, pourtant rien n'autorise à voir en elle l'aînée de la lignée maternelle, puisque sa position varie assez souvent dans les processions princières figurées dans le contexte des temples, mais ce chercheur voit en d'autres princesses des filles de Néfertari, ce que d'autres chercheurs réfutent.
La princesse devient épouse royale à une date indéterminée, mais avant que Bentanat ne devienne elle-même grande épouse royale, puis grande épouse royale à une date indéterminée également, mais pas avant l'en 34. On ignore la date exacte du décès de la reine, mais ce ne fut pas avant la cinquième décennie du règne du roi.

## Attestations
La princesse apparaît à la quatrième position dans plusieurs processions de princesses, comme au grand temple d'Abou Simbel et au temple (en) de Derr, mais à des positions variables dans d'autres processions. 
La princesse est attestée par d'autres monuments, dont :
- elle est présente sur la façade du grand temple d'Abou Simbel, à côté de la jambe droite du second colosse nord ; elle figure coiffée de la dépouille d'un vautour et de hautes plumes[6] ;
- la princesse est également représentée à deux reprises sur la façade du petit temple d'Abou Simbel construit pour sa mère, aux pieds des deux représentations de celle-ci, en tandem avec sa sœur cadette Hénouttaouy, Hénouttaouy étant systématiquement représentée à côté de la jambe la plus éloignée de l'entrée du temple, Mérytamon à côté de la jambe la plus près de l'entrée du temple, la princesse y porte le titre de « fille royale »[7] ;
- la stèle rupestre du vice-roi de Koush Héqanakht, gravée dans une niche au sud du grand temple, et souvent considérée - à tort - comme présentant l'inauguration des temples d'Abou Simbel, montre la princesse Mérytamon, désignée de « fille royale » et coiffée de deux hautes plumes et officiant derrière son père figuré en adoration devant une triade divine composée d'Amon-Rê, de Ramsès lui-même divinisé et de Rê-Horakhty ; u registre inférieur, Héqanakht est représenté portant le flabellum et adresse une prière aux trois dieux précédemment mentionnés et à tous les dieux du temple afin qu'ils lui accordent une longue vie ; devant lui se tient la « grande épouse royale et épouse divine Néfertari Meretenmout » ; elle porte un sceptre floral d'une main et le signe ânkh de l'autre, ce qui semble indiquer qu'elle était déjà décédée lors de la réalisation de la stèle[8] ;
- dans le temple de Ramsès II à El Kab se trouve une représentation d'un prêtre, Iounmoutef, et des princesses Bentanat et Mérytamon ; la scène comporte des cartouches et les princesses portent des baguettes ; Bentanat est appelée « fille royale » et « épouse royale », tandis qu'aucun titre n'est donné pour Mérytamon ; les deux princesses ont toutes deux un modius sans pédoncule, secouent un sistre et portent une baguette à tête de gazelle ; elles font face à Iounmoutef (« pilier de sa mère »), une divinité solaire souvent associée au prince héritier[9] ;
- deux statues découvertes en 1915 au temple d'Hérishef à Héracléopolis présentent Bentanat à droite de Ramsès II comme « épouse royale », tandis qu'à gauche se trouve Mérytamon qualifiée de « fille royale et épouse royale »[10] ;
- un colosse de Pi-Ramsès, aujourd'hui dans la zone centrale de Tanis, associent également les princesses et reines Bentanat et Mérytamon avec le titre «  d'épouse royale »[11] ;
- deux colosses de Ramsès II situés au temple de Louxor figurent la princesse pouvue du titre « d'épouse royale », l'un est le colosse le plus à l'ouest devant le pylône d'entrée, le second est un colosse usurpé d'Amenhotep III placé dans l'angle sud-est de la cour[3] ;
- sur le colosse nord devant le IIe pylône du temple d'Amon à Karnak, elle est figurée sur le flanc gauche et est désignée comme la « fille royale et épouse royale »[3] ;
- sur un colosse découvert à Tanis et attestant également la reine Maâthornéferourê, elle est qualifiée à nouveau de « fille royale et épouse royale », ce qui permet de dire qu'elle n'a pas été grande épouse royale avant l'an 34[3] ;
- sur un colosse de Ramsès II découvert en 1991 à Akhmîm et devant avoisiner les treize mètres de haut, la princesse et sa demi-sœur aînée Bentanat sont sculptées en ronde-bosse à l'avant du trône, derrière les jambes du roi, et sont désignées cette fois-ci avec le titre de « grande épouse royale » : concernant Mérytamon, « la fille royale, son aimée, la grande épouse royale Mérytamon, jeune (soit-elle) ! » et concernant Bentanat : « la fille royale de son ventre, son aimée, la grande épouse royale Bentanat » ; le colosse était dédié à Harsiesis[12] ;
- toujours à Akhmîm, une porte exhumée en 1981 à cinquante mètres du colosse ci-dessus était encadrée par deux colosses dont il ne reste que la base et des fragments et qui appartenaient à Ramsès II et à Mérytamon ; la graphie de la titulature royale est celle en usage entre les ans 42 et 56 ; la reine est enveloppée d'une longue robe plissée qui révèle une silhouette de style post-armanien, elle tient dans la main gauche le sceptre floral recourbé, elle est coiffée d'une perruque tripartite à mèches torsadées sous la dépouille d'un vautour et est surmontée d'un modius orné de cobras et de hautes plumes ; sur le socle était inscrit la désignation suivante : « la fille royale de son ventre, son aimée, la grande épouse royale [Mérytamon] » ; le pilier dorsal offre l'inscription suivante[13] :

« [...], celle dont le front est beau en portant l'uræus, la bien-aimée de son Horus, la supérieure des re[cluses d'Amon]-Rê, la joueuse de sistre de Mout, la joueuse de ménat d'Hathor, la chanteuse d'Atoum, la fille royale de l'Horus [...]. [celle dont] le visage est parfait, la belle dans le palais, la bien-aimée du Maître des Deux Terres, quand elle se tient à côté de son Horus comme Sothis à côté d'Orion. On se réjouit de (ses) paroles lorsqu'elle ouvre la bouche pour satisfaire le Maître des Deux Terres, la fille royale de l'Horus du palais, maître des grandes fêtes [...]. »

- après comparaison avec la statue d'Akhmîm ci-dessus, une statue connue sous le nom de « reine blanche » ou de « reine à la ménat » et se découverte dans une chapelle du nord-ouest du Ramesséum a été attribuée à Mérytamon ; cette belle statue en calcaire, découverte par Flinders Petrie et préservée principalement dans sa partie supérieure (qualques fragments ont été aussi découverts), partage plusieurs titres avec la statue précédente, il y est en effet écrit sur le pilier dorsal : « [la supérieure des recluses] d'Amon-Rê, la joueuse de sistre de Mout, la joueuse de ménat d'Hathor, la chanteuse d'Atoum » et « [la ...de S]aou, la danseuse d'Horus »[5] ; cette statue est considérée comme un chef-d'œuvre de la statuaire de la XIXe dynastie ;
- une stèle découverte à Deir el-Médineh montre la reine agitant des sistres devant la reine Ahmès-Néfertary et le roi Amenhotep Ier, tous deux divinisés en tant que protecteur de la nécropole thébaine ; la reine y est désignée en tant que « grande épouse royale »[5] ;
- une base d'une statue conservée à Londres désigne la reine de la manière suivante : « prêtresse d'Hathor », « maîtresse de Haute et Basse-Égypte » et « grande épouse royale »[5] ;
- sa tombe QV68, située dans la vallée des Reines et commencée alors que la reine n'était encore qu'une simple « épouse royale », peut-être en même temps que celle de Bentanat qui a un plan similaire[15].

## Sépulture

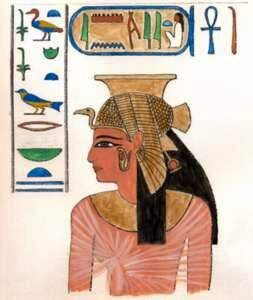
La reine Mérytamon telle que représentée dans QV68. Peinture d'après dessin de Lepsius.

Mérytamon est enterrée dans la tombe QV68 dans la vallée des Reines, située entre la tombe de sa mère Néfertari et celle de sa demi-sœur Bentanat. Bien que pillée à la fin du Nouvel Empire et endommagée par un incendie au début de l'ère chrétienne, sa tombe conserve encore une partie de ses décors dans l'antichambre. La tombe, orientée vers le nord, est composée d'une antichambre accessible depuis l'escalier d'entrée, d'un caveau accessible depuis l'antichambre, d'une niche au bout du caveau et de trois annexes accessibles depuis l'antichambre, une sur le mur est, une autre sur le mur ouest et enfin la troisième sur le mur sud, à l'ouest de l'entrée. Les décors de l'antichambre montre la reine, désignée comme « grande épouse royale», devant de multiples divinités.
La tombe, accessible depuis longtemps, n'a été fouillée et restaurée qu'à partir des années 1970. Des débris de sarcophage en granite rose d'excellente facture avaient été observés par Champollion et Lepsius au XIXe siècle.

## Photos

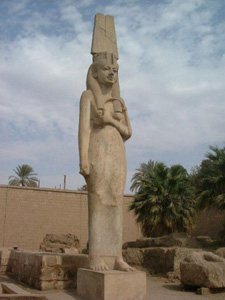
Statue de la reine Mérytamon à Akhmîm
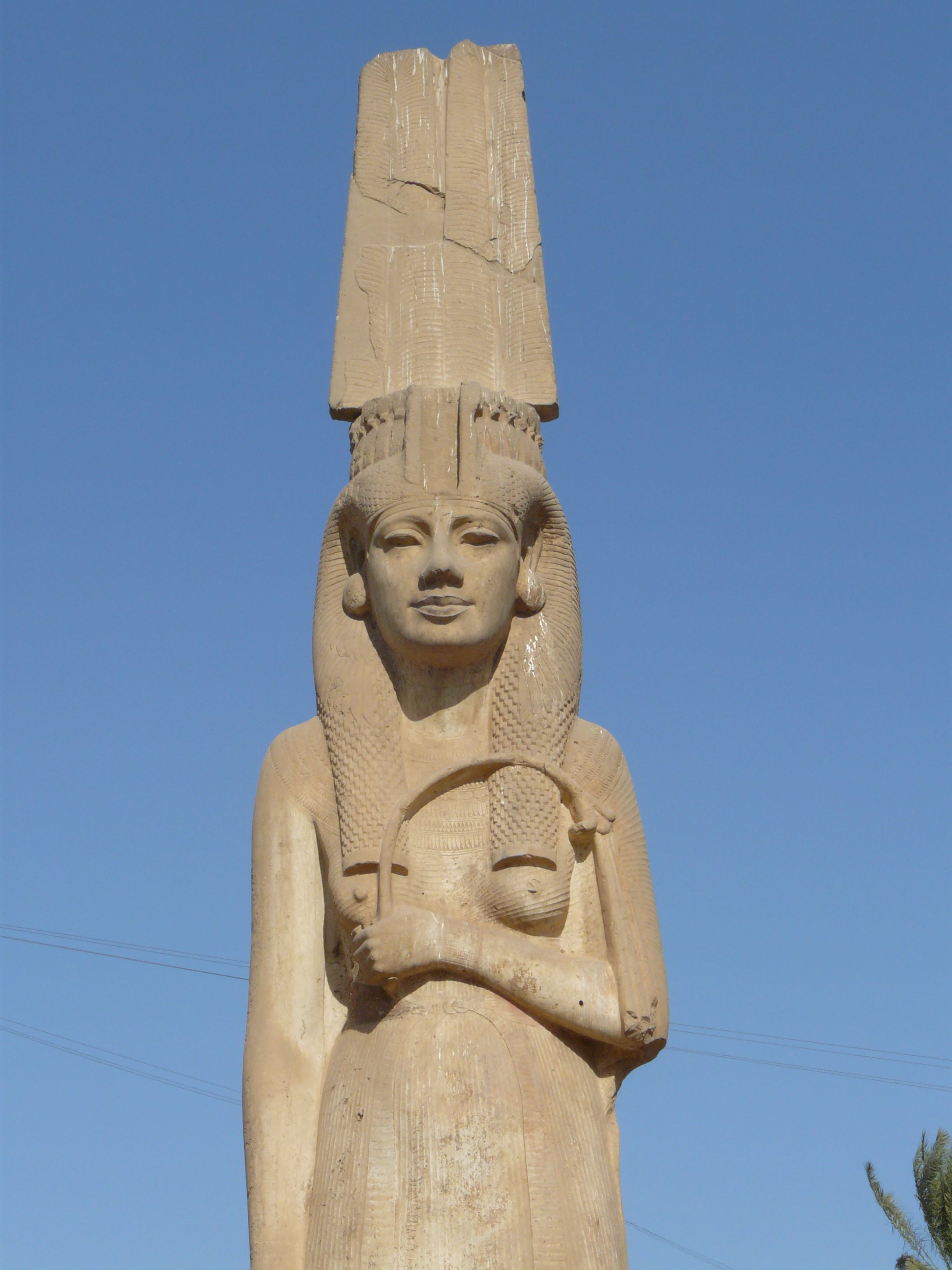
Partie supérieure
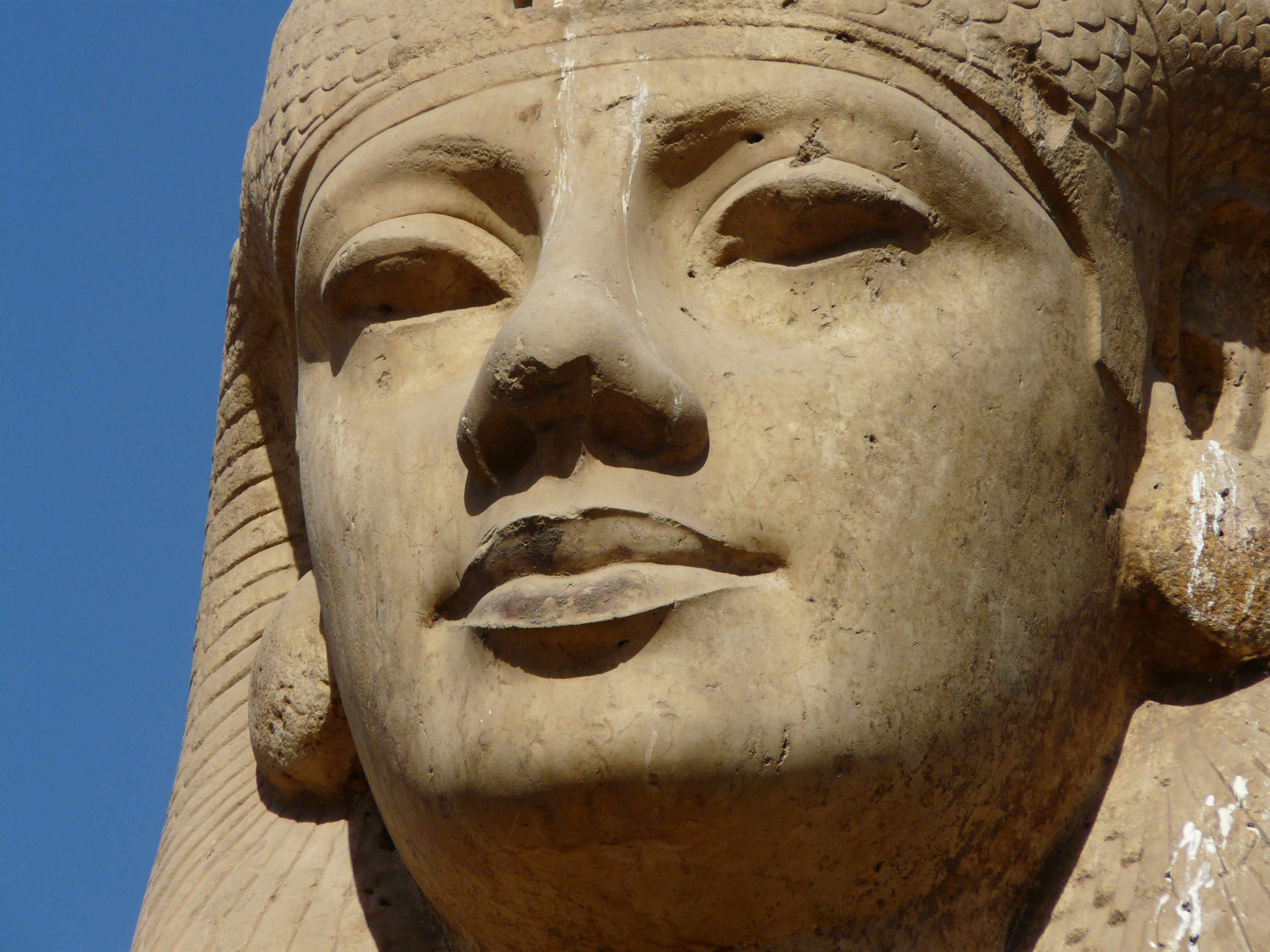
Détails du visage
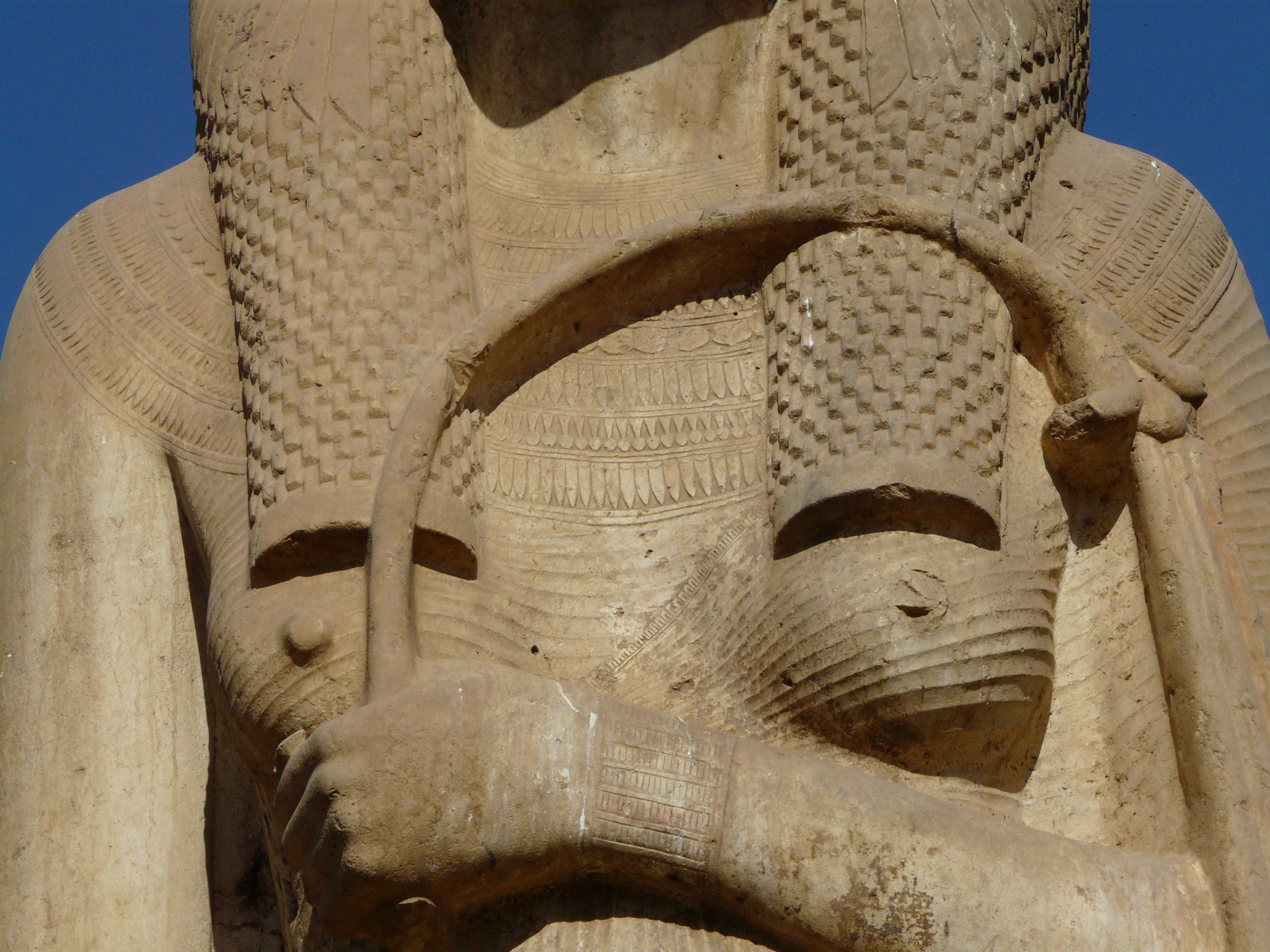
Détails de la statue

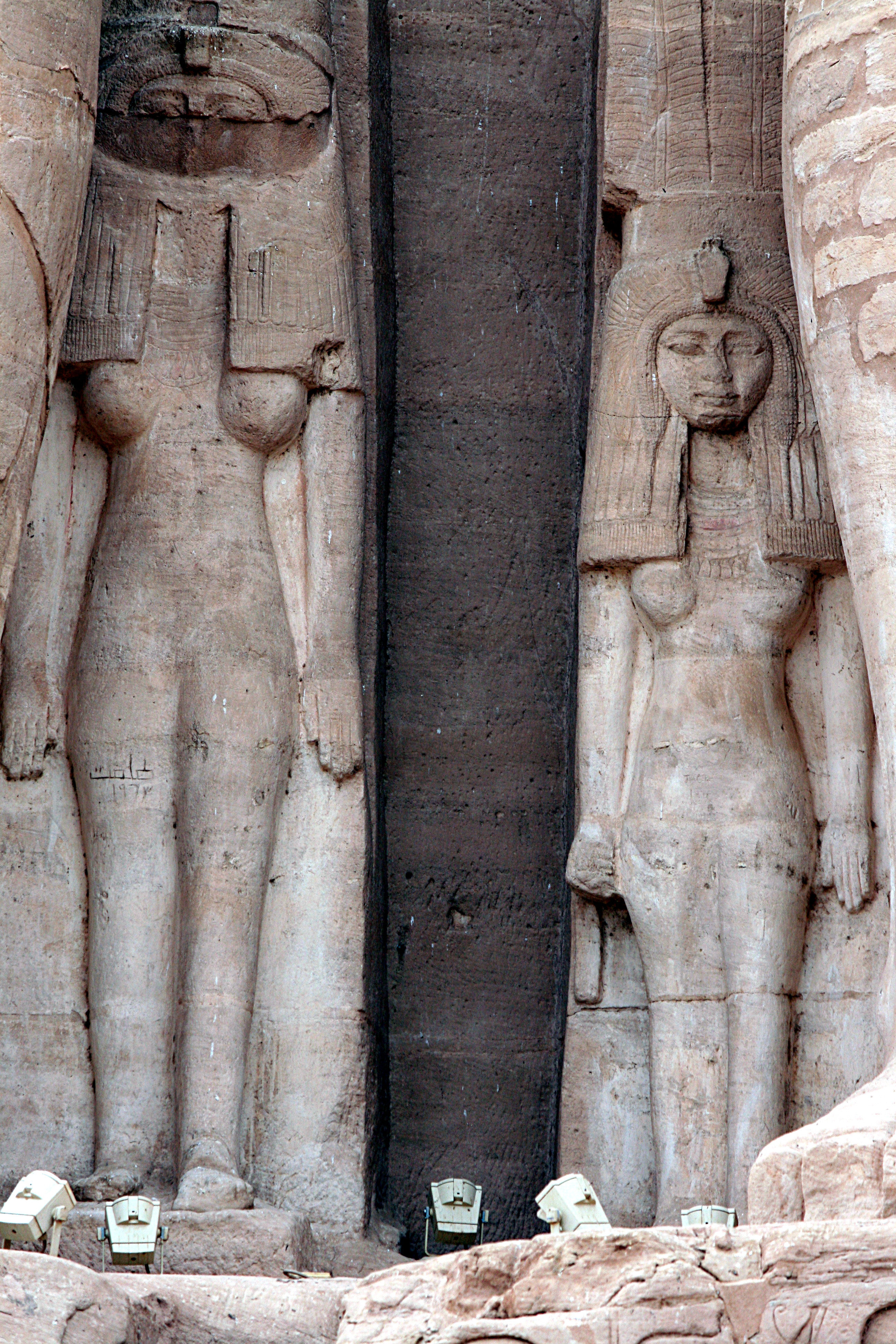
Statues de la reine Mérytamon et de sa sœur Baketmout ; la reine Mérytamon est visible à droite
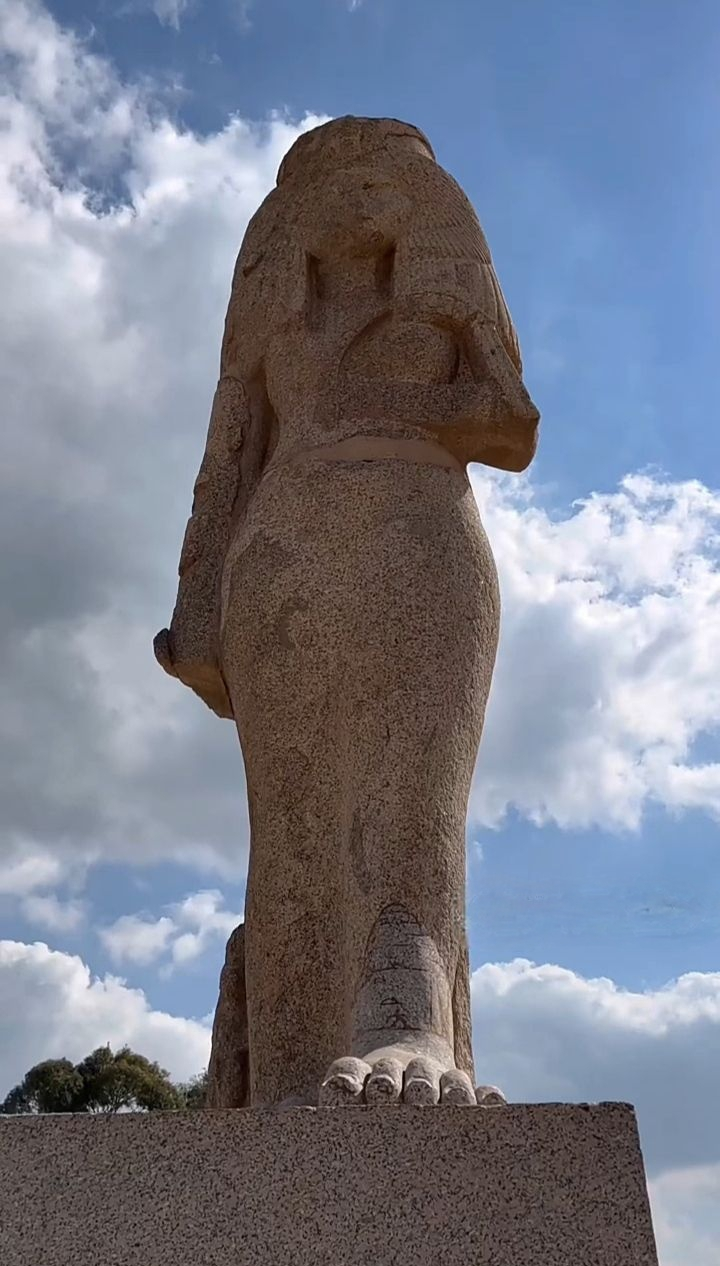
Statue de Mérytamon à Zagazig
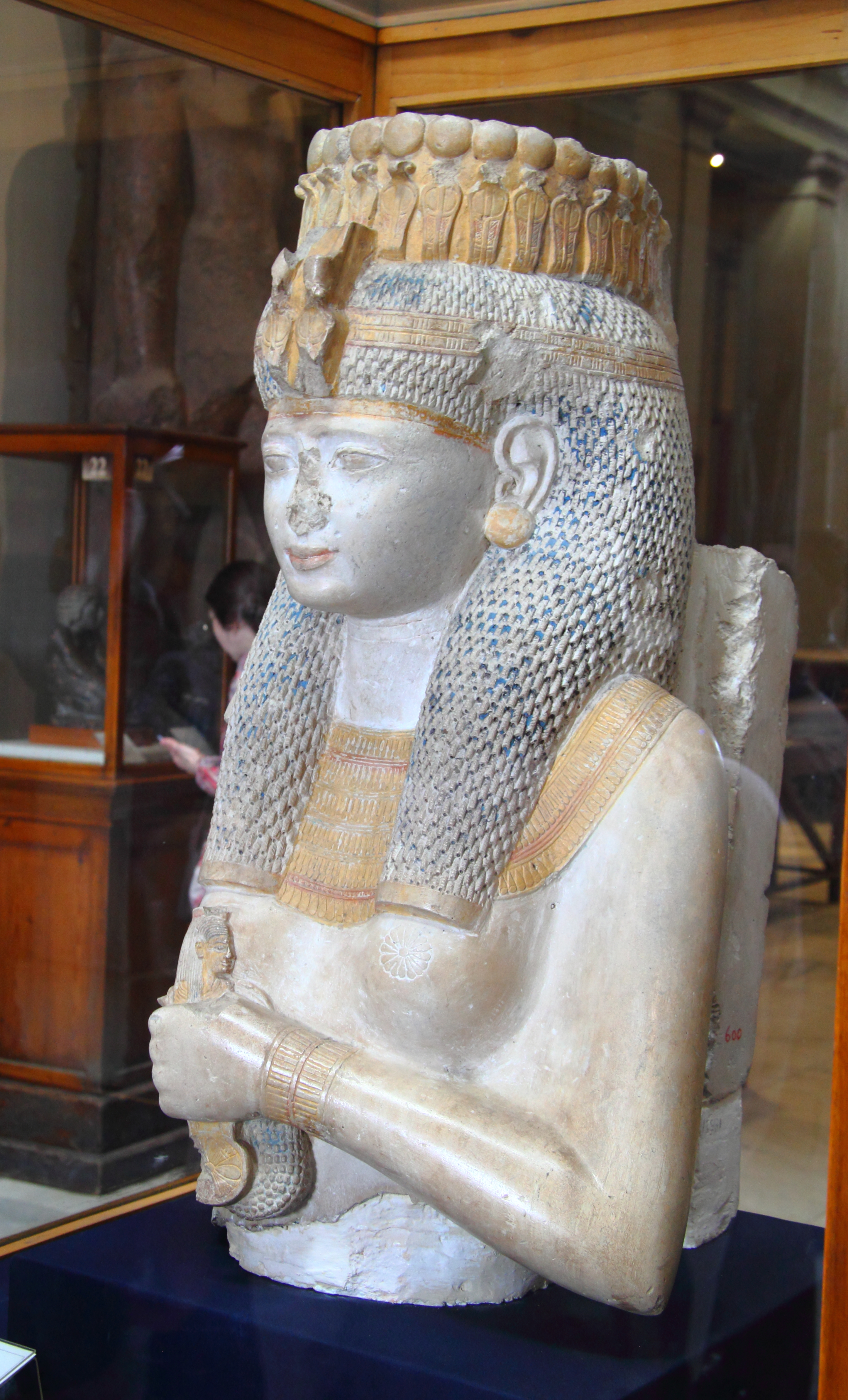
Statue de Mérytamon au musée d'Hurghada
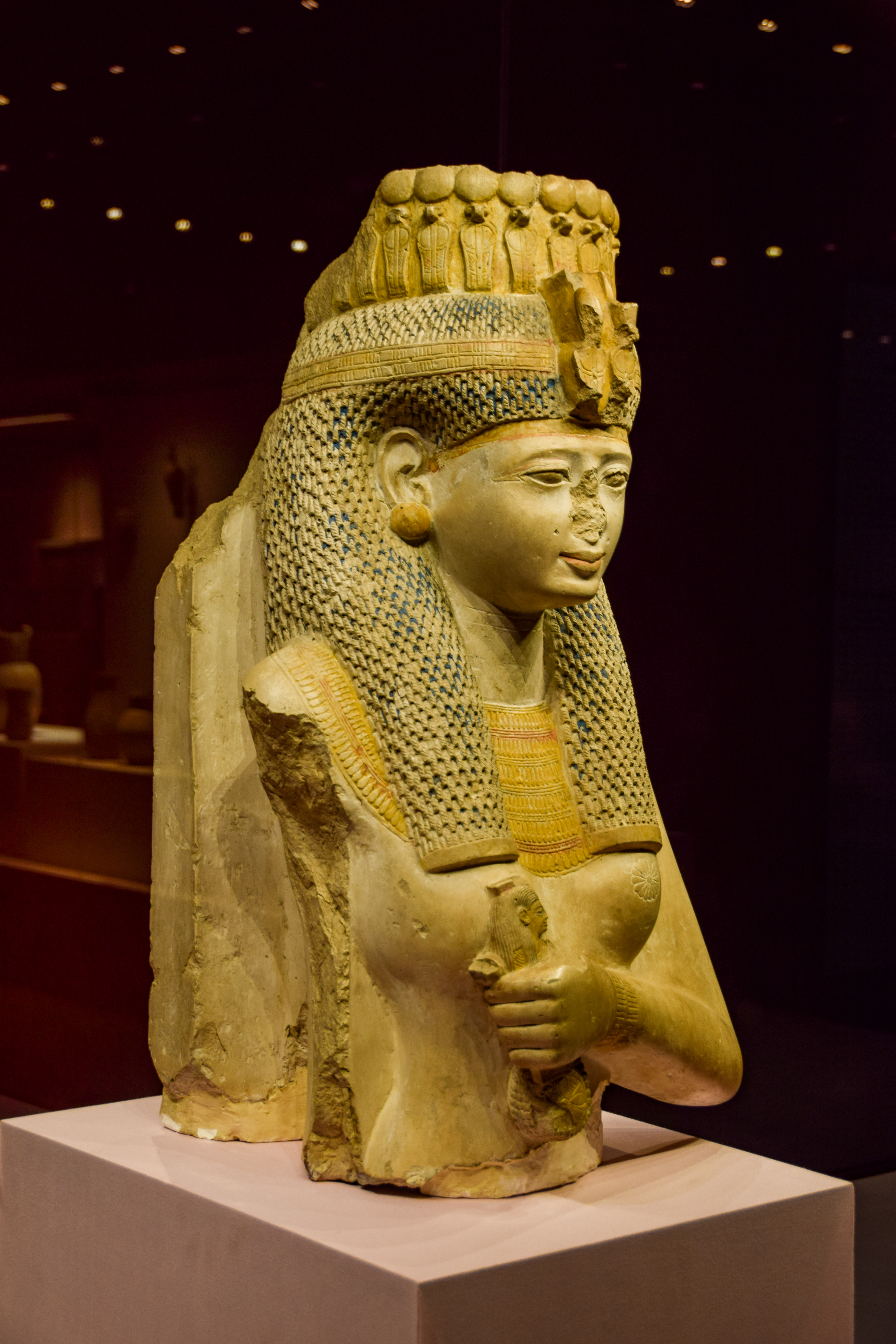
Statue dite de la « reine blanche », à l'origine au Ramesséum
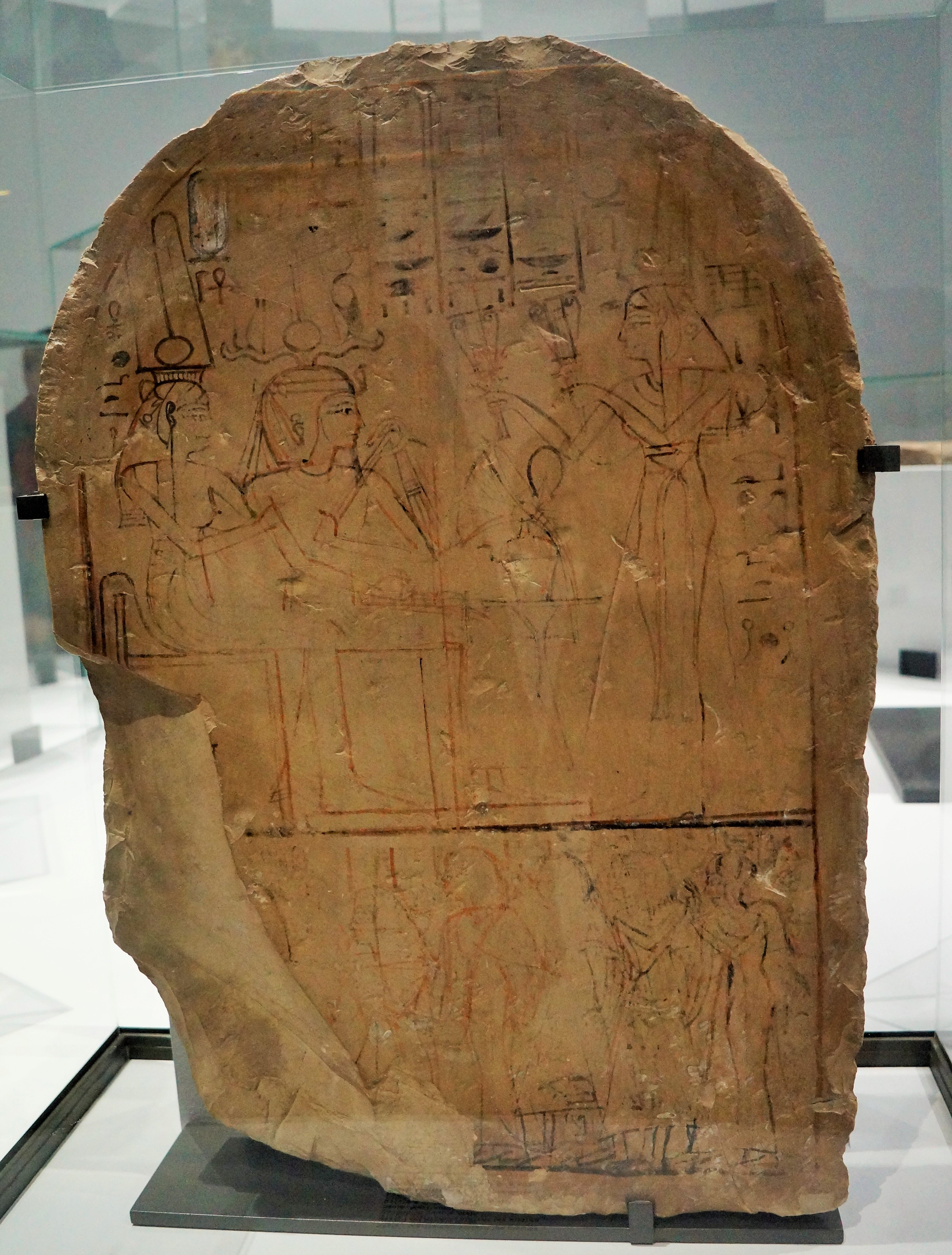
Stèle montrant Mérytamon devant Ahmès-Néfertary et Amenhotep Ier divinisés, originaire de Deir el-Médineh